# Gauliga Sudetenland
La Gauliga Sudetenland fue la liga de fútbol más importante de la región de Sudetenland de 1938 a 1945 bajo el gobierno de Alemania Nazi.

## Historia
La liga fue creada en 1938 por la Oficina Nazi de Deportes luego de que la región fuese adjudicada a los alemanes por los Acuerdos de Múnich, los cuales le otorgaban a Alemania Nazi la región de Sudetenland, en donde predominaban habitantes germano-parlantes.
La primera temporada contó con la participación de 12 equipos, los cuales eran divididos en dos grupos de seis equipos cada uno, en donde los ganadores de cada grupo se enfrentaban en la final para definir al representante de la región en la Gauliga Nacional. En la temporada siguiente solo se le permitió la participación a equipos de ascendencia alemana, por lo que los equipos de Checoslovaquia quedaron imposibilitados de participar en la liga, y estos equipos eran pertenecientes a los nazis o eran equipo militares.

División de Checoslovaquia de 1938 a 1939

Los alemanes posteriormente tomaron el control del Protectorado de Bohemia y Moravia y lo que actualmente se conoce como Eslovaquia, y los equipos de estas regiones fueron incluidos en la liga como los equipos provenientes de Praga.
En 1939/40 la liga se redujo a 11 equipos divididos en dos grupos, para la siguiente se redujo a siete y para la temporada 1941/42 se amplió a 18 divididos en tres grupos divisionales, en donde el ganador de cada grupo clasificaba a una triangular final para definir al campeón de liga. Para la temporada siguiente la cantidad de participantes se redujo a 15 y para la temporada de 1943/44 los equipos del Protectorado de Bohemia y Moravia abandonaron la liga para unirse a la Gauliga Böhmen und Mähren.
En la última temporada participaron 13 equipos divididos en dos grupos con una final a ida y vuelta para definir al campeón hasta que en 1945 la liga desaparece a causa del colapso de la Alemania Nazi, y al finalizar la Segunda Guerra Mundial la población alemana radicada en Sudetenland es expulsada de la región y solo una minoría permaneció en lo que actualmente se conoce como República Checa.
Todos los equipos de origen alemán fueron disueltos y la Primera Liga de Checoslovaquia se convirtió en la primera división nacional nuevamente, pero sin la presencia de equipos de origen alemán.

## Equipos Fundadores
Estos fueron los doce equipos que disputaron la temporada inaugural de la liga en 1938/39:
| Grupo I: - NTSG Graslitz - NSTG Teplitz-Schönau - NSTG Eger - NSTG Brüx - NSTG Karlsbad - NSTG Komotau | Grupo II: - NSTG Gablonz - NSTG Böhmisch Leipa - NSTG Aussig - NSTG Prosetitz - NSTG Warnsdorf - NSTG Reichenberg (abandonó la temporada) |

## Ediciones Anteriores
| Temporada | Campeón              | Finalista            |
| --------- | -------------------- | -------------------- |
| 1938-39   | Warnsdorfer FK       | Teplitzer FK         |
| 1939-40   | NSTG Graslitz        | NSTG Gablonz         |
| 1940-41   | NSTG Prag            | Luftwaffen SV Pilsen |
| 1941-42   | Luftwaffen SV Olmütz | NSTG Prag            |
| 1942-43   | Militär SV Brünn     | NSTG Budweis         |
| 1943-44   | NSTG Brüx            | NSTG Prosetitz       |